# Так называемый
«Так называемый» (англ. AKA) — фильм режиссёра и сценариста Дункана Роя, положившего в основу сюжета картины историю своей собственной молодости, когда он в конце 1970-х годов, будучи выходцем из рабочей семьи, выдавал себя в Париже за сына богатого и известного британского аристократа.

## Сюжет
В 1978 году молодой и симпатичный представитель рабочего класса Великобритании по имени Дин Пейдж отправился покорять Париж. Он выдаёт себя за Алекса Гриффона, богатого молодого человека, студента Оксфорда, сына владелицы знаменитой лондонской галереи. Дин узнаёт, что лучшие дома по всему миру для него открыты, стоит только назвать это имя. Но выясняется, что Алекс — гей. Так Дин попадает в среду гомосексуалистов — декадентский и неведомый ему ранее мир, в котором он встречает множество персонажей. Так парень знакомится с богатым представителем высшего общества по имени Дэвид и его молодым любовником Бенджамином. Бенджамин когда-то также приехал из Техаса покорять Европу, но вынужден был заниматься гомосексуальной проституцией и через знакомство с Дэвидом ему удалось найти своё место среди местных аристократов.
И Дэвид и Бенджамин хотят Дина, но парень не может понять, чего больше они в нём любят: его молодость и красоту или деньги и знатное происхождение. В результате этих похождений Дина Пейджа приговорили к пятнадцати месяцам тюрьмы за мошенничество, так как он растратил десять тысяч фунтов по кредитной карте в течение года и преступно получал чужие деньги, когда выдавал себя за Александра Гриффона.

## В ролях
| Актёр               | Роль          |
| ------------------- | ------------- |
| Мэттью Лейтч        | Дин           |
| Дайана Куик         | мадам Гриффон |
| Джордж Эспри        | Дэвид         |
| Блейк Ритсон        | Алекс Гриффон |
| Питер Янгблад Хиллз | Бенджамин     |
| Билл Найи           | дядя Алекса   |